# Edison Music Awards 2000
De Edison Music Awards 2000 (of kortweg Edisons) werden op 8 april van dat jaar uitgereikt in een tv-show van RTL 4, gepresenteerd door Manuëla Kemp en Eric Corton.
In februari waren de meeste categorieën en genomineerden al bekendgemaakt. Tom Jones kreeg toen al de Edison voor beste buitenlandse zanger, omdat hij op dat moment in Nederland was en niet bij de officiële uitreiking kon zijn.
Enige tijd later werden de winnaars van de oeuvreprijzen bekendgemaakt. Status Quo won de prijs als internationale act, terwijl André Hazes de Nederlandse oeuvreprijs werd toegekend. Hoewel hij aanvankelijk zei blij en trots te zijn met de prijs, weigerde hij hem uiteindelijk.
Volgens Hazes had hij te horen gekregen dat niet hij, maar Doe Maar de prijs had moeten krijgen. Maar de groep wilde niet optreden in het tv-gala, waarna Hazes in zijn ogen slechts als tweede keus was onderscheiden. Hoewel de Edison Stichting de lezing van de zanger ontkende, bleef Hazes bij z'n weigering. Paul de Leeuw vertelde later in zijn tv-programma Herberg De Leeuw dat ook hij was benaderd voor een oeuvreprijs, maar dat hij hem na de ophef rond Hazes eveneens had geweigerd.
Er waren twee publieksprijzen: voor 'Single van het jaar' en 'Beste Nederlandse artiest/groep van het jaar'.
De categorie Alternative was nieuw, terwijl Kleinkunst en Luisterlied terugkeerden na een paar jaar van afwezigheid.
Anouk was de enige artiest die meer dan één Edison won; zij kreeg er twee.

## Winnaars
Algemeen (binnen- en buitenlandse artiesten gecombineerd)
- Single van het jaar: Vengaboys met We're Going to Ibiza (Publieksprijs)
- Beste Soundtrack: Notting Hill

Internationaal
- Groep: Live for The Distance to Here
  - Overige genomineerden: The Corrs en Jamiroquai
- Alternative: KoRn voor Issues
  - Overige genomineerden: Zita Swoon en Guano Apes
- Dance: Basement Jaxx voor Remedy
  - Overige genomineerden: Underworld en Chemical Brothers
- R&B: Destiny's Child voor The Writing on the Wall
  - Overige genomineerden: TLC en Macy Gray
- Nieuwe artiest/groep: Macy Gray voor On How Life Is
  - Overige genomineerden: Jennifer Lopez en Venice
- Zanger: Tom Jones voor Reload
  - Overige genomineerden: R. Kelly en Andrea Bocelli
- Zangeres: Shania Twain voor Come On Over
  - Overige genomineerden: Macy Gray en Whitney Houston
- Oeuvre: Status Quo

Nationaal
- Nederlandse artiest/groep van het jaar: Anouk (Publieksprijs)
- Groep: BLØF voor Boven
  - Overige genomineerden: Junkie XL en Volumia
- Instrumentaal: Slagerij van Kampen voor Add Up to the Actual Size
  - Overige genomineerden: Jan Akkerman en Hans Dulfer
- Kleinkunst: Acda & de Munnik voor Op Voorraad: Live
- Luisterlied: Stef Bos voor Zien
- Nieuwe artiest/groep: City to City voor The Road Ahead
  - Overige genomineerden: Grof Geschut en Billy the Kid
- Zanger: Paul de Leeuw voor Stille Liedjes
  - Overige genomineerden: Rob de Nijs en Frank Boeijen
- Zangeres: Anouk voor Urban Solitude
  - Overige genomineerden: Mathilde Santing en Ilse DeLange
- Oeuvre: André Hazes (geweigerd)

1960 · 1961 · 1962 · 1963 · 1964 · 1965 · 1966 · 1967 · 1968 · 1969 · 1970 · 1971 · 1972 · 1973 · 1974 · 1975 · 1976 · 1977 · 1978 · 1979 · 1980 · 1981 · 1982 · 1983 · 1984 · 1985 · 1986 · 1987 · 1988 · 1989 · 1990 · 1991 · 1992 · 1993 · 1994 · 1995 · 1996 · 1997 · 1998 · 1999 · 2000 · 2001 · 2002 · 2003 · 2004 · 2005 · 2006 · 2007 · 2008 · 2009 · 2010 · 2011 · 2012 · 2013 · 2014 · 2015 · 2016 · 2017 · 2018 · 2019 · 2020 · 2021 · 2022 · 2023 · 2024